# Okoljski vplivi ruske invazije na Ukrajino (2022)
Ruska invazija na Ukrajino leta 2022 je povzročila resne posledice za okolje. Invazija je povzročila gozdne požare, onesnaženje zraka, onesnaženje tal, onesnaženje vode, poplave in škodo naravnim rezervatom. To je povečalo obremenitev ekosistemov in okolja ter pospešilo podnebno krizo.
Požari, ki so jih povzročili spopadi v črnomorskem biosfernem rezervatu, so bili dovolj veliki, da bi lahko bili videni iz vesolja. 
Invazija je prav tako pospešila nemški prehod na obnovljive vire.

## Onesnaževanje okolja
Zaradi sovražnosti je bilo celotno omrežje velikih metalurških in kemičnih industrij, skoncentriranih v vzhodni Ukrajini, marca 2022 popolnoma uničeno. Med številnimi industrijskimi podjetji, poškodovanimi zaradi sovražnosti, so bile najbolj okolju nevarne industrije – Azovstal, Avdivka, rafinerija Lisičansk, Sumikimprom in druge. Ta podjetja so tradicionalno predstavljala največjo okoljsko nevarnost v Ukrajini in sooblikovala podobe enih najbolj onesnaženih mest v Ukrajini. Azovstal je pred uničenjem uspel ustaviti procese na okolju neškodljiv način. 24. februarja je vodstvo družbe začelo razvijati program okoljsko varne zaustavitve. Ustavili so koksarne, znižali temperaturo in vlili tekoče steklo, da bi preprečili nadaljevanje procesa koksanja in čim intenzivnejše sproščanje koksarnega plina.
Premogovniki po vsej vzhodni Ukrajini so hitro propadali, saj so aktivnosti in razširjanje sovražnosti oteževale nadaljevanje projektov vzdrževanja. V celotni donbaški regiji so zaznali potencial za onesnaženje podzemnih in površinskih voda.
Brez ustreznih človeških ukrepov bi lahko na različnih lokacijah prišlo do razlitja goriv in uhajanja onesnaževal.
Okoljska tveganja objektov za jedrsko energijo znotraj vojnih območij in obstreljevanja teh ali blizu njih – kot tudi odlagališč jedrskih odpadkov – so postala jasnejša in še naprej skrbijo strokovnjake.

## Obstreljevanja nevarnih objektov in kasnejši izpusti onesnaževal
Med prvimi prizadetimi kraji so bila skladišča nafte (poleg tega so v različnih oblasteh postala najpogostejša kategorija nevarnosti, ki jih povzroči človek). V 23 oblasteh je bilo prizadetih najmanj 60 skladišč nafte in drugih skladišč za gorivo in maziva.
Druga skupina tarč obstreljevanja so bila skladišča vnetljivih snovi (laki, barve) in veliki gradbeni trgovski centri verige Epicenter. 17. marca je močan požar zajel Barabašovo v Harkovu, največjo tržnico v Evropi. Ogenj je zajel tudi več stanovanjskih hiš ob tržnici.
Med drugimi objekti, ki so zaradi obstreljevanja postali vir onesnaževanja, je bil tudi plinovod v Harkovu, ki je zaradi obstreljevanja povzročil močno eksplozijo in udarni val, ki je poškodoval zgradbe v stanovanjskih območjih. 10. marca je v Svitlodarsku velik požar trajal več ur; istega dne so ruska letala zadela plinovod Doneck-Mariupol, kjer je prišlo do eksplozije in požara. Tri dni pozneje, 13. marca, je po obstreljevanju izbruhnil požar na plinovodu v koksarni Avdiivka, 23. marca pa je bil poškodovan plinovod v Trostjanecu. Javnost je o eksplozijah precej neobveščena, čeprav je znano, da so bili do 5. marca 2022 zaradi obstreljevanja zabeleženo zadeti plinovodi v harkovski, mikolajevski, zaporoški, kijevski, doneški in luganski oblasti.
21. marca so v Sumiju v podjetju Sumikimprom rakete zadele rezervoarje amonijaka in povzročile škodo v premeru do 2,5. km, kar je primerljivo uporabi kemijskega orožja. Prav tako so Rusi 5. in 9. aprila v kraju Rubežnoje razstrelili rezervoar z dušikovo kislino.
4. aprila so sile zračne obrambe sestrelile križarsko raketo v kremeneškem okrožju v regiji Ternopil. Njene razbitine so poškodovale šest rezervoarjev z organskimi gnojili, kar je povzročilo uhajanje kemikalij kot je amonijak. V nekaj urah je bilo puščanje ustavljeno. Puščanje je povzročilo onesnaženje vode v reki Ikvi, kar je povzročilo množičen pogin rib.

## Pomembne preobrazbe pokrajin
Obstaja en primer večje transformacije naravne krajine, ki so jo povzročile neposredne akcije ruskih čet proti Ukrajini. 26. februarja 2022 so ruske čete na območju vasi Kozaroviči uničile jez, ki je ločeval reko Irpin od Kijevskega akumulacijskega jezera. V mesecu in pol je voda iz rezervoarja poplavila poplavno ravnico Irpina do vasi Horenka, ki je po zračni razdalji od jezu oddaljena več kot 10 kilometrov gorvodno.
- Uničen jez
- Vas Demidij je poplavljena
- Posledice uničenja jezu na reki Irpin

## Vplivi na okolje po zaključku ruske invazije
Strokovnjaki so priporočili »prenovo energetsko intenzivnega ukrajinskega gospodarstva, ki je usmerjeno v proizvodnjo surovin«, da bi »postala novo industrijsko in obnovljivo energetsko evropsko središče čistih tehnologij«.